# Róma fenyői
A Róma fenyői (olasz címén Pini di Roma) Ottorino Respighi 1924-ben született szimfonikus költeménye, a „Római triptichon” második darabja.

## A mű születése
A Róma fenyőit Respighi 1924-ben írta. Ekkor már a római Santa Cecilia Akadémia igazgatója volt, és sikeres zeneszerzőnek számított. E műve előtt hét évvel komponálta első kiemelkedő sikerét, a Róma kútjai című szimfonikus költeményt, és a Róma fenyőit ennek a párjának szánta, de pár év múlva megírja majd a harmadik Róma-darabot, a Római ünnepeket, mintegy triptichonná alakítva a három szimfonikus költeményből álló ciklust. A mű bemutatója 1924. december 14-én volt a római Augusteo színházban, Bernardino Molinari vezényelt. A közönség és a kritika kedvezően fogadta a darabot, aminek eredményeként egy év múlva már Budapesten is bemutatták. A gyakorlatilag szerzői estnek számító hangversenyen (egy Vivaldi-darabon kívül csak Respighi-művek voltak műsoron: a Régi dalok és táncok második sorozata, Concerto Gregoriano című hegedűversenye és a Róma fenyői volt műsoron) Respighi dirigált.

## A zene
A Róma fenyőiben – akárcsak a Róma kútjaiban – a zeneszerző Róma tájait járja be, és a jellegzetes, sötét lombú fenyőfákkal a főszerepben különböző napszakokban mutatja be a város egy-egy részletét. Először a Villa Borghese, majd a katakombák, a Giancolo és végül a Via Appia fenyői a tételek témái. A mű igazi impresszionista zenedarab, amelyben Respighi a látványt és a táj hanghatásait fogalmazza át zenévé. A hatásos, harsány, mediterrán fényeket és kontrasztokat megjelenítő zenedarab impresszionista jellege ellenére közel áll a romantika programzenei kompozícióihoz is. Ez jellemző szinte valamennyi érett Respighi-műhöz: a romantikus vonások mellett jelen van bennük a 20. század stílusának sok-sok jellemzője is. A Róma fenyői négytételes, előadása – tempóválasztástól függően – 22-24 percet vesz igénybe.
Respighi a partitúrához szöveges programot mellékelt.
Első tétel (~3 perc)
A Villa Borghese fenyői (I pini di Villa Borghese). Allegretto vivace.
„Gyermekek játszadoznak a Villa Borghese fenyvesében: körtáncot járnak, katonásdit és csatákat játszanak, akárcsak az alkonyi fecskék, megrészegülnek önnön lármájuktól, és elfutnak. A szín váratlanul megváltozik…”
Második tétel (~7 perc)
Fenyőfák egy katakombánál (Pini presso una catacomba). Lento.
„Íme, fenyők árnyéka egy katakomba bejárata körül; a mélyből fájdalmas zsoltár hangja száll fel, ünnepélyesen árad szét, mint egy himnusz, majd rejtelmesen elcsendesül.”
Harmadik tétel (~7 perc)
A Gianicolo fenyői (I pini del Gianicolo). Lento.
„Reszketés lebben át a levegőn: a szelíd telihold fényében kibontakoznak a Gianicolo fenyői. Egy csalogány dalol.”
Negyedik tétel (~6 perc)
A Via Appia fenyői (I pini della Via Appia). Tempo di marcia.
„Ködös hajnal a Via Appián. A tragikus tájat magányos fenyőfák őrzik. Homályosan, szünet nélkül, megszámlálhatatlan lépés zaja hallatszik. A költő képzeletében régi dicsőségek látomása tűnik fel: trombiták harsannak, és a nemrég felkelt nap ragyogásában egy konzul hadserege nyomul a Szent Úton a Capitolium diadalmas orma felé.”

## Hangszerelés
Respighi zenekara meglehetősen sokféle hangszert, közte különleges instrumentumokat is tartalmaz, de ez a sokféle hangszer nem szólal meg egyszerre, a hangszerelés inkább áttört, néha kamarazenei jellegű. A fonográfot (ma lemezjátszó, vagy inkább digitális hanghordozó) kizárólag a harmadik tételben használja, csalogány csicsergése hallható rajta.
A zenekar összetétele: három fuvola (a harmadik piccolo is), két oboa, angolkürt, két klarinét, basszusklarinét, két fagott, kontrafagott, négy kürt, három trombita, két tenorharsona, basszusharsona, kontrabasszus-harsona, hat buccina (helyettesíthető szárnykürttel vagy saxhornnal), külső trombita, üstdob, nagydob, pergődob, cintányér, két kis cintányér, gong, triangulum, kereplő, csörgődob, metallofon, orgona, zongora, cseleszta, fonográf, hárfa és a vonós hangszerek.